# Ian Crichton

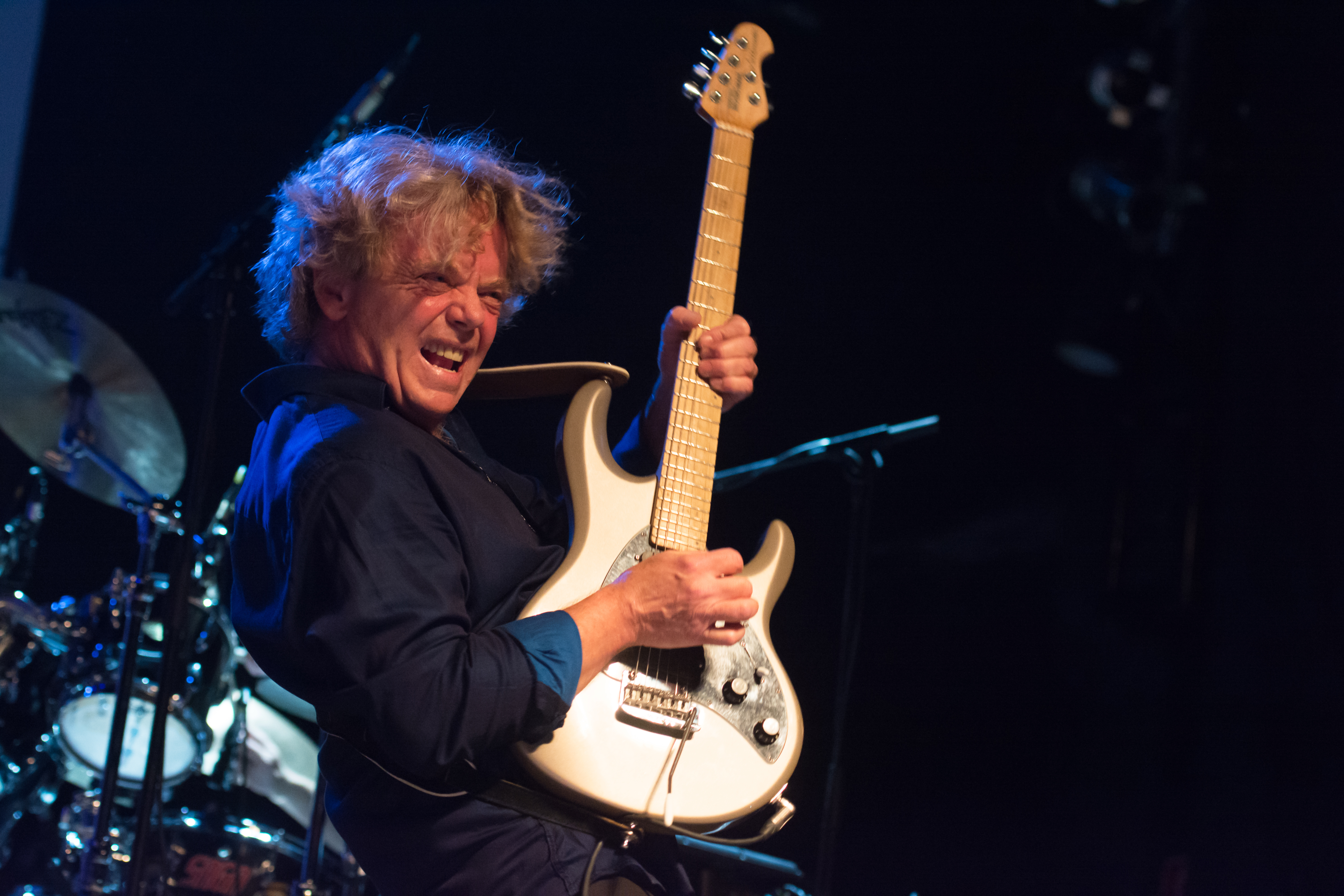
Ian Crichton bei der SAGA Final Chapter Tour 2017 im Docks Hamburg

Ian Crichton (* 3. August 1956 in Oakville) ist ein kanadischer Musiker und Produzent. Er ist hauptsächlich bekannt als Gründungsmitglied und Gitarrist der Progressive-Rock-Band Saga. Weiterhin ist er Gründungsmitglied und Gitarrist der Progressive-Rock Supergroup SiX BY SiX, mit Robert Berry, vormals unter anderem bei Three (Gesang, Bass und Keyboards), und Nigel Glockler (Saxon) am Schlagzeug.

## Fakten
Ian Crichton ist der jüngere Bruder von Jim Crichton, der als Bassist ebenfalls bei Saga mitspielt. Inspiriert wurde Ian von Queen und Jeff Beck. Neben der Gitarre beherrscht er auch den Bass. Er hatte früh einen Bass von seinem Bruder Jim geschenkt bekommen, fand dann aber für sich heraus, dass er doch lieber Gitarre spielte.
Ian Crichton ist laut eigenen Aussagen Autodidakt, wodurch er einen eigenen Stil entwickelt hat. Neben den Alben mit Saga produzierte er zwei – allerdings weniger erfolgreiche – Soloalben. Von 1997 bis 1999 war er Gitarrist bei Asia.

## Privatleben
Ian Crichton ist verheiratet mit seiner Frau Joy und hat mit ihr zusammen drei Kinder. Er lebt in Ontario, Kanada.